# Франко-провансальська мова
Франко-провансальська мова (арпіта́нська мова; фр. francoprovençal, самоназва arpitan — романська мова (галло-романська підгрупа), поширена на південному сході Франції, в романській Швейцарії і північно-західній Італії (Валле-д'Аоста). Перебуває на межі зникнення через перехід носіїв на французьку мову у другій половині XX століття. Офіційних функцій не має, напівофіційний статус має в одному регіоні Італії.
У сучасній Франції, з її централізованою мовною політикою, часто розглядається як «говір», «місцевий діалект» (патуа), або «включається» в окситанську мову, що також вимирає. У Швейцарії більшість носіїв арпітанської перейшли на французьку мову (з деякими місцевими особливостями), що має більший престиж в економіці і системі освіти. Ця ситуація діаметрально протилежна до німецькомовних жителів країни, які з кінця 1970-х практично перестали[джерело?] активно користуватися стандартною німецькою мовою Німеччини, стандартизувавши свій, особливий швейцарський діалект німецької, для всіх сфер життя.